# Lingue indoiraniche
Le lingue indoiraniche sono un sottoinsieme appartenente alle lingue indoeuropee e articolato attualmente nelle tre sottofamiglie delle lingue indoarie, delle lingue iraniche e delle lingue nuristani. 
Si tratta del gruppo di lingue indoeuropee che conta il maggior numero di parlanti e costituisce il ramo più orientale della famiglia; le lingue più note di questa famiglia sono l'hindi e l'urdu (India e Pakistan), il bengalese (India e Bangladesh), il curdo (Turchia, Iraq, Iran e Siria), il persiano (Iran, Afghanistan, Tagikistan) e il pashtu (Afghanistan, Pakistan).